# Nickel-Eisen-Akkumulator
Der Nickel-Eisen-Akkumulator, auch Edison-Akkumulator, wurde um 1900 entwickelt. Er gilt als langlebig und robust. Er ist verwandt mit dem Nickel-Cadmium-Akkumulator; allerdings wird statt des giftigen Cadmiums Eisen verwendet. Im 21. Jahrhundert haben Forschungen neue Anwendungsmöglichkeiten für Nickel-Eisen-Akkumulatoren gefunden, die sich für den Betrieb mit Solarenergie und Wasserstofftechnologien eignen.

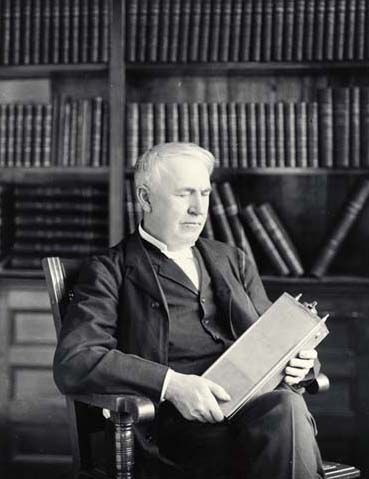
Thomas Alva Edison mit seinem Nickel-Eisen-Akkumulator um 1910.
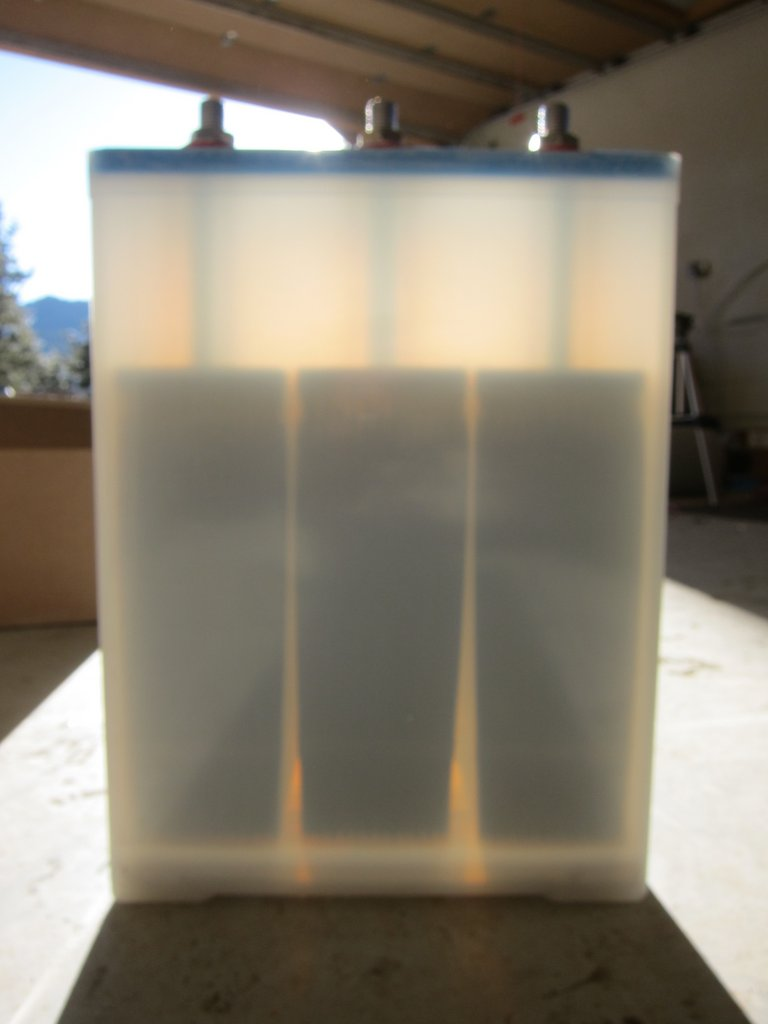
Nickel-Eisen-Akkumulator der 2010er-Jahre

## Reaktion / Aufbau
Am Eisen-Nickel-Akkumulator laufen folgende Reaktionen ab:
Laden:
2 Ni(OH)2 + 2 OH− → 2 NiO(OH) + 2 H2O + 2 e−
Fe(OH)2 + 2 e− → Fe + 2 OH−
Beim Entladen erfolgen die umgekehrten Reaktionen.
Der Akkumulator ist mit 20-prozentiger Kalilauge gefüllt. Ältere Bauformen benutzten ein Glasgefäß als Zellenkörper; der notwendige Luftabschluss (Schutz vor Kohlendioxid) erfolgte durch Bedecken des Elektrolyten mit einer dünnen Ölschicht. Die zweite Generation benutzte oft einen geschweißten Blechbehälter, modernere Formen ein Kunststoffgehäuse. Der Luftabschluss erfolgt hier durch ein eingeschraubtes Überdruckventil. Dieses wie auch die Schraubanschlüsse und die Verbindungslaschen bestehen oft aus vernickeltem Eisen.
Beim Laden überzieht sich die Nickelelektrode mit einem schwarzen Oxidbelag, der beim Entladen wieder verschwindet. Nach dem Aufladen ist zwischen den Elektroden eine Spannung von typisch etwa 1,3 Volt messbar, also etwas niedriger als die Ladeschlussspannung des NiCd-Systems von 1,4 V. Die Energiedichte liegt bei 19–25 Wh/kg (entspr. 0,07–0,09 MJ/kg).

## Geschichte

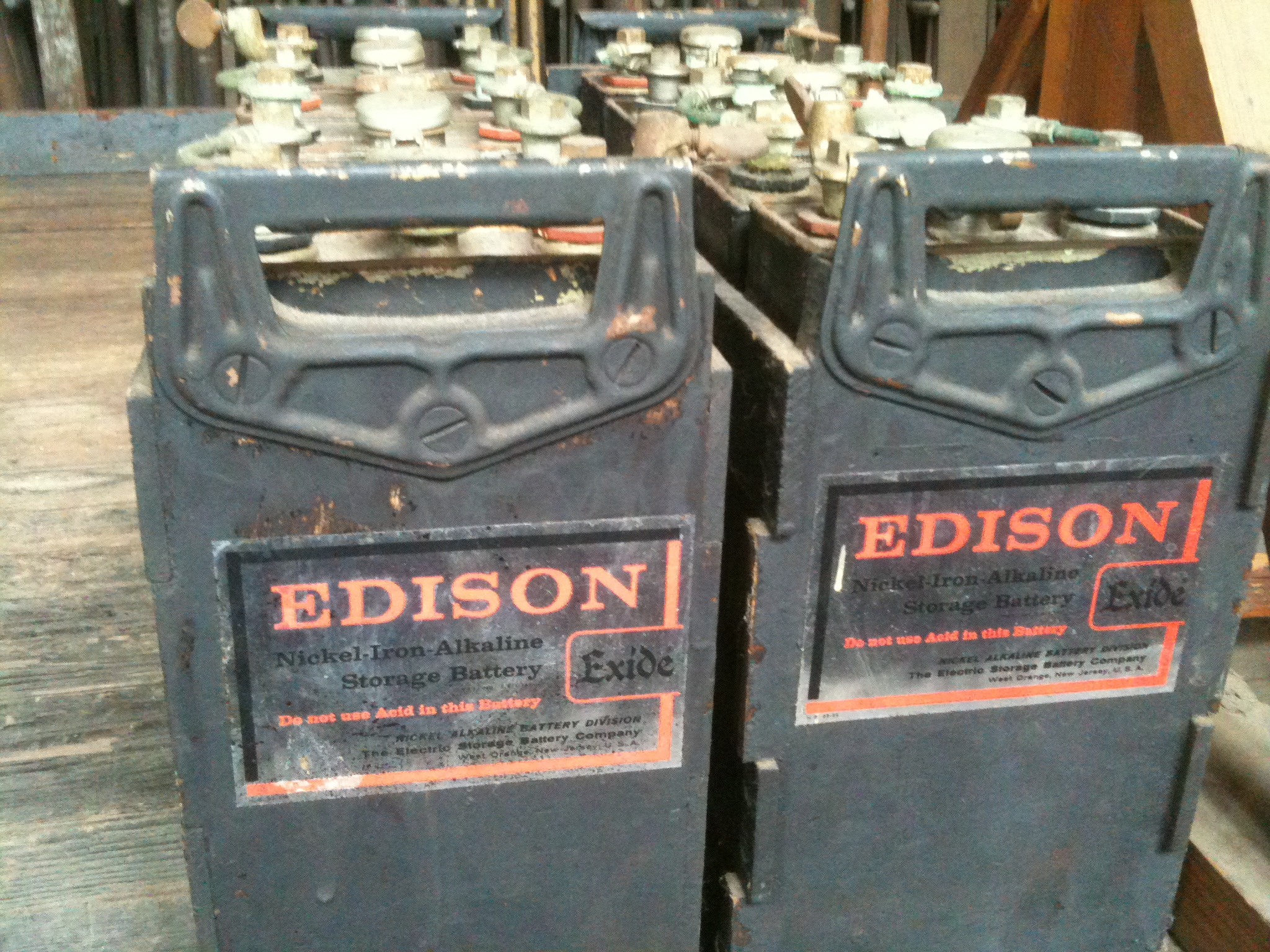
Eisen-Nickel-Akkumulatoren

Der Nickel-Eisen-Akkumulator (NiFe-Akku) wurde fast gleichzeitig und unabhängig voneinander von dem US-Amerikaner Thomas Alva Edison und dem Schweden Waldemar Jungner entwickelt. Jungner entwickelte den Nickel-Eisen-Akkumulator wenig später zu dem auch heute noch verbreiteten Nickel-Cadmium-Akkumulator (NiCd-Akku) weiter. Erste Patente für den NiFe-Akku wurden im Jahr 1901 erteilt, die Serienreife 1908 erreicht. Ein jahrelanger Prioritätsstreit, auch was den aus dem NiFe-Akku hervorgegangenen NiCd-Akku aus dem Jahr 1909 angeht, folgte zwischen den beiden Erfindern.

## Haltbarkeit
Nickel-Eisen-Akkus haben eine sehr hohe Lebensdauer von mindestens 8 Jahren bei hoher Beanspruchung und bis zu 25 Jahren bei geringerer Belastung. Bei guter Handhabung sind 3000 bis 4000 Ladezyklen möglich. Wichtig für eine lange Haltbarkeit ist, dass die Temperatur des Elektrolyten beim Laden nicht auf über 45 °C steigt.

## Anwendungen
Der NiFe-Akku wurde in Grubenlampen und in verschiedenen Kraftfahrzeugen eingesetzt. Es gab z. B. die Option, einen Detroit Electric mit NiFe-Akkus von Edison zu kaufen. Teilweise sind NiFe-Akkus in physikalischen Labors und Schulen im Einsatz.
Aufgrund der extrem hohen Lebensdauer sind diese Akkus vor allem für USV-Systeme und in Bahnfahrzeugen gebräuchlich.
Der Nickel-Eisen-Akkumulator gilt als mechanisch und elektrisch unempfindlich. Insbesondere ist eine Schädigung durch Überladung oder Tiefentladung, wie von anderen Akkumulatoren bekannt, bei diesen Zellen von vergleichsweise geringer Auswirkung. Diese Eigenschaften haben zu einer gewissen Wiederbelebung der Technologie im Bereich der dezentralen Stromversorgung geführt.

## Forschung und Weiterentwicklung
Forscher in den USA haben eine Elektrode aus Nickelhydroxid-Partikeln auf Graphen entwickelt. Als passend dazu stellte sich die Eisenelektrode heraus und führte zur Wiederentdeckung des Nickel-Eisen-Akkumulators. Weder schnelles Auf-, Über- noch Tiefentladen führen zu Schäden.
2016 wurde eine Variante eines Nickel-Eisen-Akkumulators präsentiert, die zugleich zur Herstellung von Wasserstoff per Elektrolyse fähig ist. Die Zelle kann wie ein herkömmlicher Akkumulator geladen und entladen werden. Erreicht der Akkumulator seine Kapazitätsgrenze und wird weiter Strom zugeführt, wird Wasserstoff produziert, der anschließend gespeichert für andere Zwecke zur Verfügung steht. Laborergebnisse zeigten einen Wirkungsgrad von 80–90 %, womit er höher ist als bei herkömmlichen Nickel-Eisen-Akkumulatoren als auch bei alkalischen Elektrolyseuren. Auch deuten Tests auf eine sehr gute Haltbarkeit der Zellen hin. Gefertigt werden sie aus den reichlich vorhandenen Elementen Nickel und Eisen, edle Katalysatoren wie z. B. Platin bei PEM-Elektrolyseuren werden nicht benötigt. Nach den Autoren der Studie wären die Zellen aufgrund ihrer Charakteristiken besonders gut geeignet für die Kurz- und Langzeitspeicherung von Wind- und Solarstrom im Rahmen der Energiewende.